# Roșia, Mehedinți
Roșia este un sat în comuna Căzănești din județul Mehedinți, Oltenia, România.